# Wołczków
Wołczków (hist. Wolczek, ukr. Вовчків) – osada na prawie ruskim, osada na prawie magdeburskim, samodzielna gmina wiejska, gromada w gminie Mariampol, obecnie w granicach gminy Dubowce (ukr. Дубівці).

## Położenie
Wołczków leży na południowo-zachodnim krańcu części Wyżyny Podolskiej, na lewym brzegu rzeki Dniestr, 14 km na południowy wschód od Halicza oraz 15 km na północny wschód od Stanisławowa, od wschodu przylega do Mariampola.

## Klimat i przyroda
W Wołczkowie i okolicach panuje klimat umiarkowany ciepły kontynentalny. Najwyższe wzniesienie po wschodniej stronie dochodzi do 284 m n.p.m.
Rzeka: Dniestr i jej lewy dopływ - potok Woronica.
Około 1 km na północ od Wołczkowa przy "potoku Zgniłym" (potok Woronica) występują złoża kredy z krzemieniami.

## Archeologia
Pierwsze badania archeologiczne tych okolic przeprowadził Stanisław Krzyżanowski w 1869, następne wykonała Karpacka Ekspedycja Archeologiczna. Najstarsze znaleziska datowane są na okres kultury mustierskiej (150–35 tys. lat p.n.e.).

## Etymologia
Na Rusi Halickiej imię Wołczko nosili też niektórzy właściciele osad z rodu Dragów-Sasów, dlatego nazwa Wołczków najprawdopodobniej pochodzi od słowiańskiego imienia Wołczko (Вовчкo), które mogło nosić pierwsze osadnictwo lub właściciel osady. 
Nie należy jednak odrzucać wersji, że  pochodzi od nazwy totemu plemienia, które tu żyło – wilka. Hipotezę tę potwierdza fakt, że w XV wieku wieś jest wymieniana w dokumentach historycznych jako Wolczek, jak również mapa z 1670.
Wołczków (podobnie jak wsie: Volkowa, Vołkow, Wołczkowice) może być owocem pracy kolonizatorskiej celnika, Żyda Wołczka, pracującego dla króla Władysława Jagiełły jako nadworny urzędnik mający m.in. przywilej lokowania wsi na prawie niemieckim ex radice nova.

## Historia
Na istnienie osady wskazują co najmniej od 1378 dokumenty sądowe „Akta grodzkie i ziemskie”, które wspominają Jana z przydomkiem Bylinka, który przedstawił w sądzie przywilej na Wovcze, nadany jego przodkom jeszcze przez księcia Władysława Opolczyka, Namiestnika na Rusi Halickiej w latach 1372-1380.

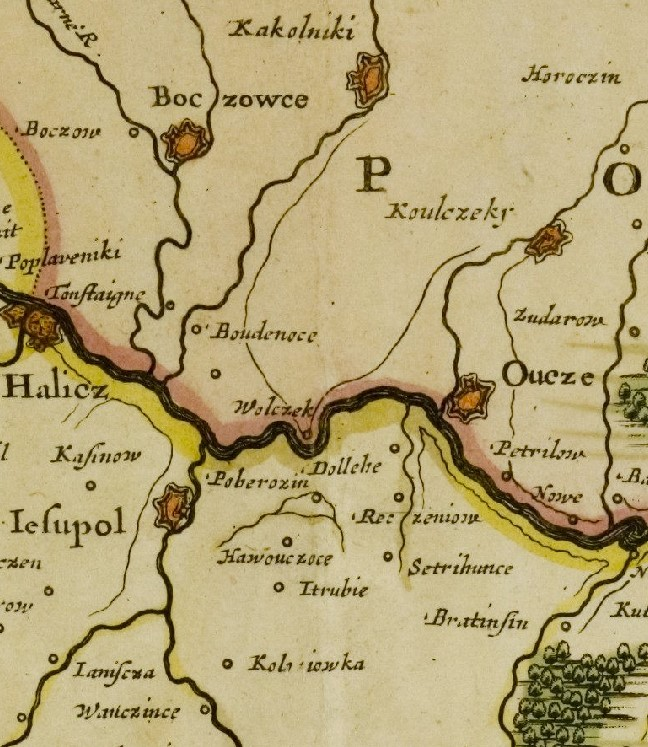
Wołczków (lat. Wolczek) na mapie z 1670 przed lokacją Mariampola

### 1386–1795
W okresie Korony Królestwa Polskiego osada leżąca w prowincji małopolskiej, województwie ruskim, powiecie halickim. 
W latach 1367-1412 osada leżała na terenie rzymskokatolickiej metropolii halickiej, a następnie rzymskokatolickiej metropolii lwowskiej.
W 1452 Piotr ze Szczawina (Petrus de Szczawino), sprzedał Wołczków (lat. Volczkow) i Łuka (lat. Luka) Panu Andrzejowi Bilinie z Rzepniowa (Andrea de Rzepinow).
W tym okresie w Wołczkowie pracował pop Ihnath (1463 i 1464), co świadczy o funkcjonowaniu cerkwi oraz zarządca Laurentius.
Jan Bylinka (Johannes Bylinka) w 1469 przedstawił nadanie Władysława Opolczyka na wieś Wołczków (Wołczkowce) z monasterem Ostrów okazując dodatkowo potwierdzenie Kazimierza Jagiellończyka.
Zapisy z 1470 mówią o tym, że z Halicza do Wołczkowa dowiodła lokalna droga (prywatna) groblą stawu bybelskiego. Zachodnią część obszaru przepływa dopływ Dniestru. Zabudowania leżą po obu stronach potoku. W księdze podatkowej z 1515 odnotowano we wsi 4 łany (ok. 100 ha) ziemi uprawnej i kolejne 3 łany ziemi przejściowo wolnej. Wołczków stanowił osobne gniazdo szlacheckie podobnie, jak pobliskie Wodniki, Łany, Tumierz czy Delejów.
W XVI wieku Wołczków przeżywał okres rozrostu. Zbudowano drewniany kościół (Wolczkoviensis) należący do archidiecezji lwowskiej, dziekanii uścieńskiej, w późniejszej parafii mariampolskiej. Świątynia została zniszczona przez Tatarów w czasie najazdów turecko-tatarskich w 1594.
Począwszy od 1630, osada należała do książęcej (szlacheckiej) rodziny Bełżeckich, którzy w latach trzydziestych XVII wieku otrzymał od króla polskiego Zygmunta III Wazy przywilej na budowę miasta na terenie Wołczkowa. Bełżecki zbudował fortalitia, czyli drewniany zamek-rezydencję, który stał się cytadelą miasta. Mapa z tego okresu pokazuje połączenia drogowe w kierunku północno-wschodnim z pobliskimi twierdzami Kąkolniki i Kończaki. W 1638 roku wywalczył dla Wołczkowa status miasta. 
Po śmierci Jana Bełżeckiego, w 1643 jeden z jego czterech synów - Teodor Andrzej Bełżecki dostał w spadku klucz wołczkowski z zameczkiem zwanym Boża Wola. Bratobójcza wojna była smutnym epilogiem historii bardzo możnego i świetnego niegdyś rodu. Odtąd głucho o Bełżeckich w ziemi halickiej. W 1655 r. ponownie najechane i zgrabione zostały sąsiednie Czeszybiesy (Jezupol). W ciągu dwóch kolejnych lat najazdy kozackie niszczyły Czeszybiesy i Bohowid (Boży Widok) w Wołczkowie. 
Po zakończeniu wojny polsko-rosyjskiej król Polski Jan III Sobieski w 1670 nadał osadzie miejskie prawa magdeburskie. Drewniany zameczek zwany Boża Wola w 1676 oblegały wojska osmańskie z ich krymsko-tatarskimi sojusznikami, które doszczętnie spaliły miasto wraz z zamkiem. 
Kolejny właściciel Stanisław Jan Jabłonowski w południowej części majętności Wołczków, na miejscu zwanym Bohowid (Boży widok) w 1691 założył miasteczko Mariampol i zbudował w nim murowany zamek obronny, który stanowił zbrojną placówkę chroniącą okolice przed Turkami. W ten sposób Wołczków stał się Przedmieściem Mariampola i miejscem dla nowej kolonii mazowieckiej (nova Mazovitarum Colonia).

### 1792–1918
Królestwo Galicji i Lodomerii (wchodzące w skład: Monarchii Habsburgów a potem Cesarstwa Austriackiego i Austro-Węgier), Okręg administracyjny Namiestnictwa we Lwowie, obwód stanisławowski, powiat halicki a od 1866 powiat stanisławowski.
Wołczków należał do dóbr mariampolskich księżnej Anny Pauliny z Sapiehów Jabłonowskiej.   

Według Skorowidz miejscowości i dóbr tabularnych Galicji właścicielami Wołczkowa byli kolejno: Józefa z Książąt Jabłonowskich Hrabina Stadnicka(1840), Franciszka Pajączkowska, Eleonora Skarbek księżna Jabłonowska (1855, 1868, 1877); Oswald, Karol i Edmund hrabia Potoccy herbu Pilawa (1890); Marya Torosiewicz (od 1895); Marya Torosiewicz Błażowska (1914), następnie majątek został rozparcelowany.  

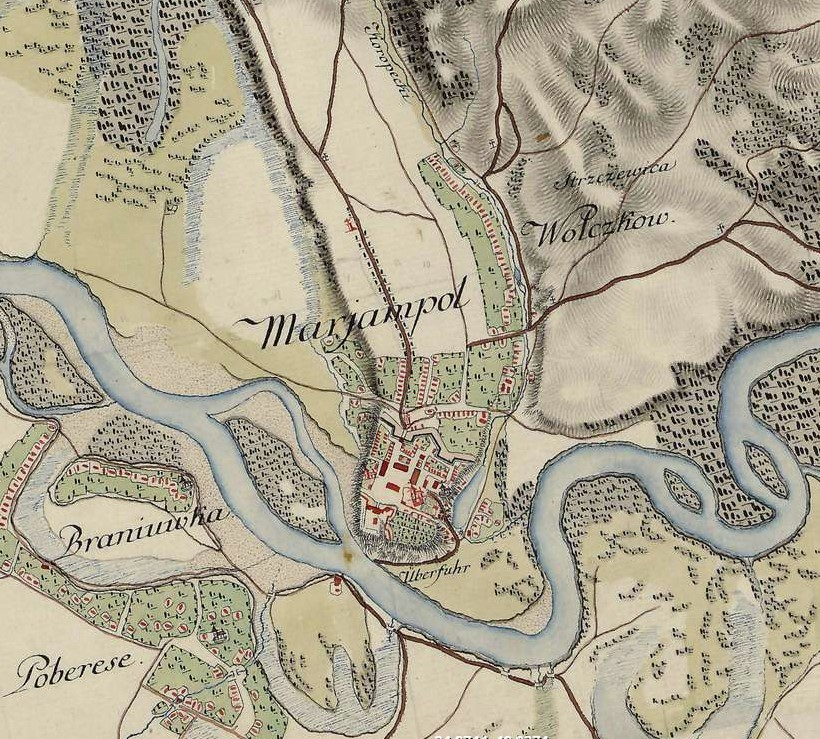
Wołczków (lat. Wolczkow) nad potokiem Woronica (al. Koropecki) 1779-1783

W 1818 Jakub Baran sprawował funkcje wójta.  
Prowadzona w Wołczkowie stadnina koni w 1824 została nagrodzona za przychów najpiękniejszych klaczy. Częste pożary niszczyły po kilkadziesiąt zabudowań.  

W 1876 Krajowa Rada Szkolna udzieliła zaliczkę na budowę szkoły ludowej w Wołczkowie, a w 1914 postanowiła budowę szkoły. Budynek szkoły pospolitej był parterowy, murowany, lekcje prowadzone przez: Bronisław Sękowski, Jan Szaniawski, Józefa Grobelna, Marya Nawaryjska.  

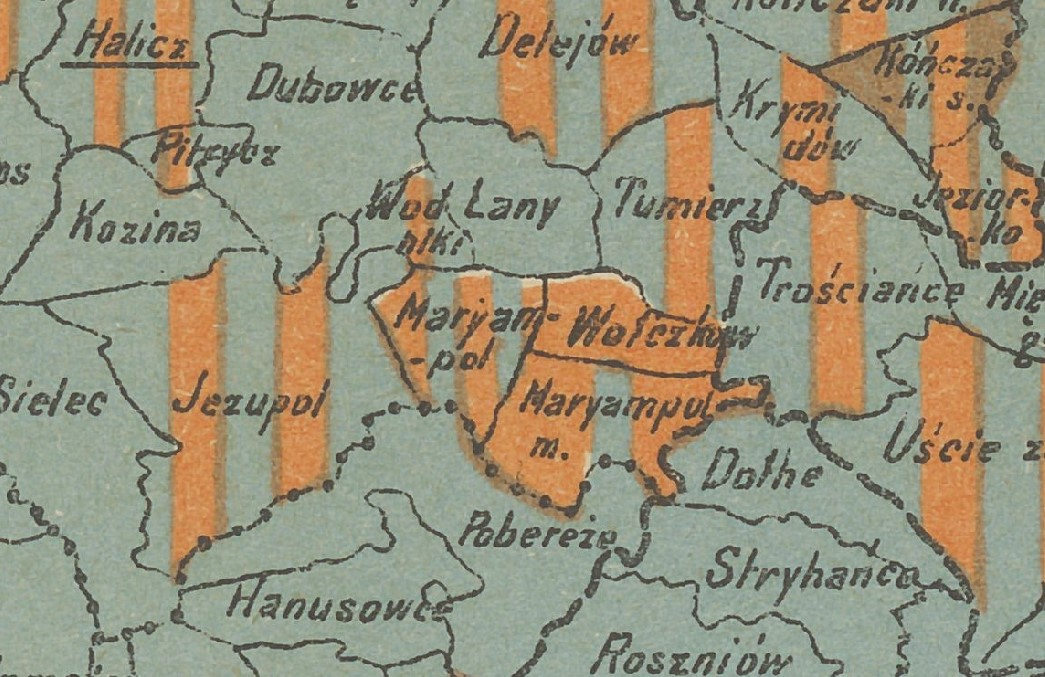
Granice gmin katastralnych z przewagą jęz. polskiego (kolor czerwony) wg spisu w 1900

Fr. Nikodem Potocki w 1885 tak pisywał folwark Wołczków i Świdowa: "Pierwszy obejmuje około 350 morgów najprzedniejszej gleby i dobrze skomasowanej; drugi obejmuje około morgów  300,  ma cały obszar w jednym kompleksie. Dwór w Wołczkowie jest obszerny z oficyną. Budynki gospodarskie w dobrym stanie i w odpowiedniej ilości."

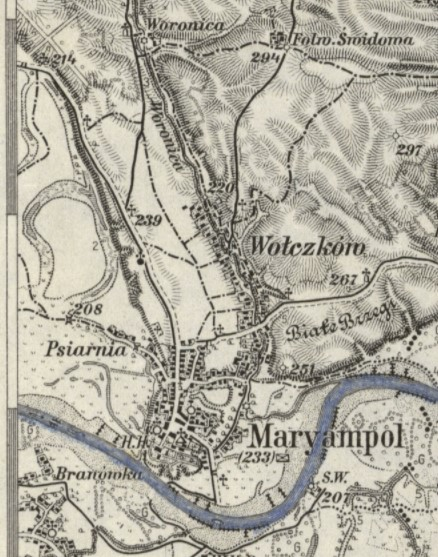
Wołczków i jego przysiołki: Woronica oraz Świdowa 1914

21 grudnia 1886 otwarto nowe księgi gruntowe dla majętności tabularnych Wołczków i Mariampol w ramach jednej gminy katastralnej Mariampol. Właścicielem dóbr w Wołczkowie był mieszkaniec Mariampola Przedmieście Eugenjusz Gerard Festenburg.

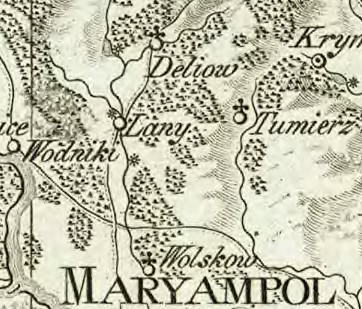
Wołczków (Wolskow) 1824

Cesarz w 1889 udzielił zapomogę z prywatnej swej szkatuły gminie Wołczków na urządzenie szkoły.
W 1896 funkcjonowały dwa miejsca sprzedaży soli kontrolowane przez Wydział Krajowy.
W 1904 doszło do pożaru folwarku Świdowa (obszar dworski w północno-wschodniej części Wołczkowa), który zniszczył stajnię, zginął w nim Michał Grochalski. Dzierżawcą Świdowy był Israel Kessler.
W 1905 gminną akuszerką była Agnieszka Wołoszyn.
Spółka Wodna powstała w 1907; należeli do niej właściciele nieruchomości czterech gmin: Wołczków, Marjampol Miasto, Marjampol Wieś i Tumierz.  
Z funduszu krajowego w 1910 sfinansowano budowę trzech studni wody, gdyż woda znajduje się w bardzo głębokich warstwach. 
Galicyjskie Towarzystwo Gospodarcze prowadziło kursy sadzenia i pielęgnowania drzew w 1912, kursem kierował naczelnik (wójt) gminy Józef Such.
Sprawozdania Komitetu C.K. Galicyjskiego Towarzystwa Gospodarskiego z 1911 świadczą o istnieniu w gminie "Kółka rolniczego Wołczków", w którym Oddział Stanisławów prowadził szkolenia.
Z rozkazu nr 56 Rady Naczelnej Drużyn Bartoszowych w 1914 utworzona została drużyna w Wołczkowie wchodząca w skład Chorągwi Stanisławowskiej, którą dowodził Tadeusz Zagajewski student Politechniki Lwowskiej. 
Po inwazji rosyjskiej, ze względu na duże zniszczenia w 1917 Wołczków został zaliczony do zaginionych siedzib ludzkich.

### 1918–1939
II Rzeczpospolita, województwo stanisławowskie, powiat stanisławowski. Ustawą z 3 grudnia 1920 zjednoczono administracyjny ustrój Galicji z tym wprowadzonym w byłym zaborze rosyjskim, tworząc 23 grudnia 1920 województwa: krakowskie, lwowskie, stanisławowskie i tarnopolskie.  
W 1926 mieszkańcy Wołczkowa: Jan Grocholski (Grochalski) w Wołczkowie, a następnie Michał Grobelny w Woronicy rozpoczęli starania w Starostwie w Stanisławowie o udzielenie konsensu wodno-prawnego na budowę młynów na potoku Woronica. Północną część Wołczkowa składająca się z grupy domów, młyna i karczmy nazywano "Woronica".   
Czytelnię w Wołczkowie w 1926 prowadził nauczyciel Ryszard Łużny.
Wg Podziału Administracyjnego Województwa Stanisławowskiego z dnia 1 października 1929 Powiat Stanisławów składał się z 73 gmin, w tym osobno: gmina Marjampol Miasto, gmina Mariampol Wieś oraz gmina Wołczków.
W latach 1930–1939 z ramienia Towarzystwa Szkoły Ludowej była prowadzona biblioteka przez Jana Kostańskiego.
Na podstawie ustawy scaleniowej z 1933, od 14 lipca 1934 dotychczasowe gminy wiejskie: Dubowce, Łany, Marjampol Miasto, Marjampol Wieś, Wodniki oraz Wołczków znalazły się w obszarze gminy Marjampol Miasto.  
5 września 1933 odbył się Zjazd powiatowy SL w Wołczkowie, na którym przemawiali Franciszek Grochalski i Buczna Tadeusz.   
W grudniu 1933 Tymczasowy Wydział Powiatowy w Stanisławowie przeprowadził kursy rolniczo-hodowlane w 11 miejscowościach powiatu: w Uzinie, Uhornikach kolonii, Jezupolu, Komarowie, św. Stanisławie, Mariampolu, Wołczkowie, Tumierzu, Delejowie, Czernicjowie i Tyśmieniczanach.  
W 1934 Wołczków wszedł w skład miejscowego Koła Ligi Obrony Powietrznej i Przeciwgazowej obejmujące 3 pobliskie gminy: Mariampol miasto, Mariampol wieś i Wołczków.  
Pod koniec 1935 w Wołczkowie odbyło się zebranie Koła Hodowców Bydła. Na członków Koła przystąpiło 80 gospodarzy posiadających krowy rasowe i podrasowe. Koło to zostało poddane pod kontrolę mlecznej użytkowości krów.
Od 1 kwietnia 1936 Marjampol przestał być określany jako miasto, a w skład Gminy Marjampol weszły gromady (wcześniejsze gminy): Dubowce, Łany, Marjampol Miasto, Marjampol Wieś, Wodniki i Wołczków.
Wiosną 1936 w Wołczkowie zawiązał się Komitet budowy Domu Ludowego. 
W wyniku prac komisji oświatowo-kulturalnej Towarzystwa Szkoły Ludowej prowadzonej przez prof. Jana Jasińskiego w 1936 założono w powiecie 6 nowych czytelni (w Błudnikach, Carynce, Medusze, Łanach, Wołczkowie i Wodnikach).
W 1937 Okręg Towarzystwa SL powołał do życia dwa nowe zarządy powiatowe i zajął się sprawami parcelacyjnymi oraz oddłużeniem Mariampola i Wołczkowa.
27 maja 1938 odbyło się w Wołczkowie zebranie OZN z udziałem około 150 osób (m. in. Antoni Barta - przewodniczący Oddziału OZN, Tomasz Sarna - wójt gminy Wołczków, i Feliks Wójcik - działacz SL.
W 1938 Kole Gospodyń Wiejskich w Wołczkowie zorganizowano kurs kroju i szycia oraz konkursy czystości pod hasłem: „zdrowie w chacie wiejskiej". 
W marcu 1939 przeprowadzono kursy lniarsko-konopne. Wg "Przeglądu lniarskiego" z 1939, uprawą konopi zajmował się Józef Biernat.
Ostatnim polskim sołtysem Wołczkowa był Kasper Szczygielski. 
Podział Administracyjny Województwa Stanisławowskiego wg stanu z dnia 1 kwietnia 1939 ustanowił Mariampol (wcześniej Marjampol) jako gminę wiejską z gromadami: Dubowce, Łany, Mariampol Miasto, Mariampol Wieś, Wodniki i Wołczków.

### 1939–1941
Okupacja sowiecka ziem polskich. 

### 1941–1945
Generalne Gubernatorstwo, dystrykt galicyjski, powiat stanisławowski.
Układ z dnia 9 września 1944 pomiędzy Polskim Komitetem Wyzwolenia Narodowego a Rządem Ukraińskiej Socjalistycznej Republiki Rad dotyczył ewakuacji obywateli polskich z terytorium U.S.R.R. i ludności ukraińskiej z terytorium Polski.

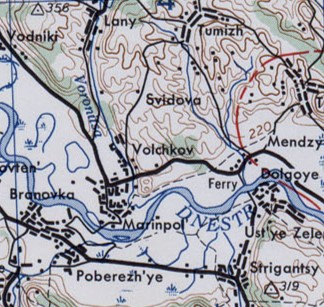
Świdowa, Wołczków i Mariampol 1953

### 1945–1962

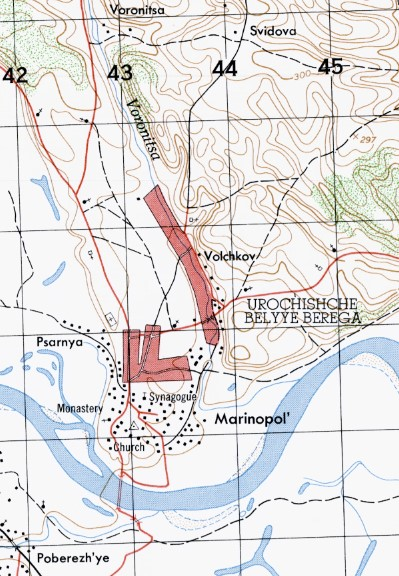
Woronica (Voronitsa), Świdowa (Svidova) i Wołczków (Volchkov) 1959

ZSRR, Ukraińska Socjalistyczna Republika Radziecka, obwód stanisławowski. Na skutek Konferencji jałtańskiej (4–11.02.1945) doszło do wysiedlenia ludności polskiej z Wołczkowa i Mariampola na tereny przyłączone do Polski po 1945.

### 1962–1991
ZSRR, Ukraińska Socjalistyczna Republika Radziecka, obwód iwanofrankiwski, rejon halicki; w 1983 Wołczków ponownie został włączony do graniczącego z nim Mariampola.

### 1991–2020
Ukraina, obwód iwanofrankiwski, rejon iwanofrankiwski, część gminy Mariampol (Marinopil).

### od 2020
Ukraina, obwód iwanofrankiwski, rejon iwanofrankiwski, część gminy Dubowce.

## Zamek
W 1691 król Polski Jan III Sobieski wydał zrujnowane miasto Wołczków krakowianinowi, kasztelanowi, hetmanowi Stanisławowi Janowi Jabłonowskiemu (1634–1702) z przywilejem budowy fortu w tym miejscu. Fort powstał na wzgórzu w zakolu rzeki, miał cztery wysokie wieże. Były dwa wejścia do zamku poprzez mosty zwodzone. Ściany fortu były wysokie na 10 stóp i grube na 15. Południowo-wschodnie i południowe fragmenty fortu były chronione przez dużą, głęboką fosę. U stóp wzgórza utworzono kwadratowy rynek. Pierwszymi mieszkańcami byli mieszkańcy z dawnego zamku "Boża Wola".

## Ludność
Według powszechnych spisów ludności przeprowadzonych w czasach monarchii austro-węgierskiej ludność Wołczkowa liczyła:
- w 1854 – 665[93]
- w 1870 – 804[94]
- w 1880 – 930[95]: 915 (gmina) oraz 15 (obszar dworski)[96]
- w 1890 – 1034[48]: 1012 (gmina) oraz 22 (obszar dworski)
- w 1900 – 1083: 1041 narodowości polskiej i 42 narodowości rusińskiej w 203 domach,
- w 1904 – 1139 (jako wł. Marya Torosiewicz)
- w 1910 – 1184[97] (gmina Wołczków i folwark Świdowa liczone razem jako wł. Marya Torosiewicz Błażowska)

Wołczków należał do tych miejsc, w których mówiło się wyłącznie po polsku.
Według Spisu Powszechnego przeprowadzonego na terenie II Rzeczypospolitej Polskiej Wołczków zamieszkiwało:
- w 1921 – 1106[99]: 1077 narodowości polskiej i 29 narodowości rusińskiej w 227 budynkach mieszkalnych
- w 1931 – 1154[100] w 251 budynkach mieszkalnych.

Wg spisu niemieckiego w czasie II wojny światowej w 1943 liczba ludności Wołczkowa wynosiła 1178.

## Zbrodnia w Wołczkowie
Miała tutaj miejsce zbrodnia nacjonalistów ukraińskich na polskiej ludności cywilnej w okresie II wojny światowej. Wołczków był częścią (gromadą), w której znaczną większość stanowili Polacy; z 380 gospodarstw jedynie 12 należało do ludności ukraińskiej.   
W nocy z 29 na 30 marca 1944 przez oddział Ukraińskiej Powstańczej Armii dokonane zostało ludobójstwo na polskich mieszkańcach wsi Wołczków. W wyniku dokonanego napadu zginęły nie mniej niż 74 osoby.  
10 czerwca 1944 na każdym polskim domu zostały rozlepione na imienne wezwania w jęz. ukraińskim o treści: "wzywa się niniejszym /podane nazwisko/ do przeniesienia się na rdzennie polską ziemię do dni 5ciu. W razie niespełnienia wezwania będzie zlikwidowany, a gospodarka spalona". Podpisano Rewolucvjny Prowid".
Pomimo układów republikańskich w dniu 27 grudnia 1944 w okolicach Krzywej Góry nacjonaliści ukraińscy dokonali zamachu, w którym zginęło kolejnych 13 mężczyzn z Wołczkowa: 10 Polaków i 3 Ukraińców (w tym sołtys Wołczkowa - Michał Tarasiewicz). 
Instytut Pamięci Narodowej we Wrocławiu prowadził śledztwo w tej sprawie, które Mariamumorzono 14 maja 2012 .

ppk Józef Grochalski SJ

## Urodzeni w Wołczkowie
- Stanisław Tomczak żołnierz (1870-1920)[106]
- Mikołaj Czerniak żołnierz (1874-1914)[107]
- Jan Tomczak żołnierz (1885-1917)[108][109]
- Franciszek Mościcki żołnierz (1891-1914)[110]
- Jan Tomczak żołnierz (1895-1917)[111]
- Wincenty Obacz żołnierz (1895-1917)[112]
- Wojciech Grocholski żołnierz (1895-1916) poległ w bitwie pod Monte Santo[113]
- Tomasz Sarna wójt gminy Wołczków[114]
- Kasper Szczygielski[88] wójt gminy (1879 - 1944)[115]
- Andrzej Szczygielski s. Kaspra członek DB [65]
- Bartłomiej Obacz s. Michała członek DB[65]
- Franciszek Siedlecki członek DB (...-1917)[65]
- Jan Szczygielski, s. Józefa przysięgły sądowy[116]
- Jan Szczygielski s. Wojciecha członek DB[65]
- Jan Tomczak s. Tomasza członek DB[65]
- Józef Grochalski s. Marcina członek DB[65]
- Michał Tomczak s. Kaspra członek DB[65]
- Ludwik Nowak s. Bartłomieja członek DB (...-1915)[65]
- Michał Zając s. Wojciecha członek DB[65]
- Marcin Obacz s. Macieja członek DB[65]
- Michał Zając s. Wojciecha członek DB[65]
- Szczepan Szczygielski s. Kaspra członek DB[65]
- Wincenty Dolipski s. Wojciecha członek DB[65]
- Wincenty Mościcki s. Michała członek DB[65]
- Jan Czerniak (s. Wojciecha) naczelnik, pisarz i instruktor DB[65]
- Józef Gadziński prezes koła SL[117][118]
- Genowefa Wójcik SM c. Wincentego i Agnieszki Cieślowskiej (1911-1974)[119][120]
- Józef Obacz SJ (1911-1985)[121][122][123]
- Andrzej Kostański SL, Bataliony Chłopskie okręg Stanisławów, 2 Armia WP, ZSL (1912–1984)[73]
- Maria Szczygielska[124]
- ppk Józef Grochalski JS (1912–1993)[125][126][127]
- Franciszek Grochalski (1912-1967)[128]
- prof. dr hab. Ryszard Łużny (1927–1998)
- Jan Bochenek (1931-2011)[129]
- Jan Gorczyca (1932-1996)[121][130]
- Józef Obacz (1934-2021)[131]
- Marian Śrutwa mgr inż. górnictwa[132] (1936-1995)[133][134]

## Pobliskie miejscowości
Mariampol, Pobereże, Braniówka,  Jezupol, Dubowce, Wodniki, Łany, Tumierz, Uście Zielone, Dołhe, Stryhańce, Delejów